# Teresa Ripoll Sabaté
Teresa Ripoll Sabaté (Ontinyent, Vall d'Albaida, 3 de febrer de 1997) és una ciclista valenciana. Al 2016 va militar a l'equip professional del Lointek. Del 2019 al 2020 va correr per l'equip Massi Tactic Women Team. El 2021 la corredora valenciana va fitxar per l'equip galleg UCI Continental Team Farto - BTC.